# Paísio de Hilendar
Paísio de Hilendar é o principal ideólogo de Renascimento búlgaro com seu "Istoriya Slavyanobolgarskaya". Ele escreve sobre os benefícios de conhecer a história. 
Clérigo e historiador improvisado, ele busca na história o sentido da existência. Ele dedica a introdução à história para sua família e povo búlgaros, considerando-os gloriosos e majestosos com seu passado, especialmente militar. Ele compara os búlgaros com os sérvios e gregos, enfatizando a diligência, inocência e humanismo búlgaros. 
Antes de escrever "Istoriya Slavyanobolgarskaya", ele percorreu países, bibliotecas e mosteiros para coletar, comparar e analisar informações sobre a história da Bulgária na década de 1750. Resumindo, ele conclui que ser um búlgaro de uma perspectiva histórica é orgulho, e ele condena o gregoismo como astuto.
Alguns críticos literários aceitam a dedicação da história como dedicada pessoalmente a Eugène Voulgaris, que também é búlgaro de nascimento, mas um dos ideólogos do chamado "Projeto Grego". 
"Istoriya Slavyanobolgarskaya" foi concluído em manuscrito em 1762, ou seja, o ano em que Milagre da Casa de Brandemburgo, depois que Catarina, a Grande, tornou-se chefe da Rússia como Imperatriz.